# Tatum O'Neal
Tatum Beatrice O'Neal (Los Angeles, 5 novembre 1963) è un'attrice statunitense.
È principalmente nota per aver interpretato Addie Loggins in Paper Moon - Luna di carta (1973), per cui ottenne il plauso della critica e vinse il Premio Oscar alla miglior attrice non protagonista a soli 10 anni. Ancora oggi rimane la più giovane persona vincitrice di un Premio Oscar.

## Biografia
È la primogenita degli attori Ryan O'Neal e Joanna Moore. Anche suo fratello Griffin era attore. Ha anche due fratellastri, Patrick e Redmond, nati dalle relazioni del padre con le attrici Leigh Taylor-Young e Farrah Fawcett. Nel 1974, all'età di dieci anni, ha vinto il premio Oscar alla miglior attrice non protagonista, il Golden Globe per la miglior attrice debuttante e quello per la miglior attrice in un film commedia o musicale, oltre al David di Donatello per la miglior attrice straniera, grazie all'interpretazione in Paper Moon - Luna di carta. Nel 2020 ha rivelato di essere affetta da artrite reumatoide, pubblicando alcune foto su Instagram.

## Vita privata
È stata sposata col tennista John McEnroe dal 1986 al 1992. È stata anche la prima fidanzata di Michael Jackson.

## Filmografia parziale

### Cinema
- Paper Moon - Luna di carta (Paper Moon), regia di Peter Bogdanovich (1973)
- Che botte se incontri gli "Orsi" (The Bad News Bears), regia di Michael Ritchie (1976)
- Vecchia America (Nickelodeon), regia di Peter Bogdanovich (1976)
- Una corsa sul prato (International Velvet), regia di Bryan Forbes (1978)
- Little Darlings, regia di Ronald F. Maxwell (1980)
- Prisoners, regia di Peter Werner (1981)
- Quei due (Circle of Two), regia di Jules Dassin (1981)
- Ore 13 - Dopo il massacro la caccia (Certain Fury), regia di Stephen Gyllenhaal (1985)
- Piccoli rumori (Little Noises), regia di Scott Saunders (1992)
- Basquiat, regia di Julian Schnabel (1996)
- The Scoundrel's Wife, regia di Glen Pitre (2002)
- The Technical Writer, regia di Scott Saunders (2003)
- My Brother, regia di Anthony Lover (2006)
- Saving Grace B. Jones, regia di Connie Stevens (2009)
- The Runaways, regia di Floria Sigismondi (2010)
- Last Will regia di Brent Huff (2010)
- Sweet Lorraine, regia di Christopher C. Frieri (2011)
- Tutto può accadere a Broadway (She's Funny That Way), regia di Peter Bogdanovich (2014) - cameo

### Televisione
- Rescue Me – serie TV, 35 episodi (2004-2011)
- Wicked Wicked Games – serie TV, 51 episodi (2006-2007)
- Cheerleader Scandal (Fab Five: The Texas Cheerleader Scandal), regia di Tom McLoughlin – film TV (2008)
- Sex and the City – serie TV, episodio 6x09 (2003)
- Law & Order: Criminal Intent – serie TV, episodio 4x01 (2004)
- Criminal Minds – serie TV, episodio 12x16 (2017)

## Riconoscimenti
- Premio Oscar
  - 1974 – Miglior attrice non protagonista per Paper Moon - Luna di carta
- Golden Globe
  - 1974 – Candidatura alla migliore attrice non protagonista per Paper Moon – Luna di carta
  - 1974 – Migliore attrice debuttante per Paper Moon – Luna di carta
- David di Donatello
  - 1974 – Miglior attrice straniera per Paper Moon – Luna di carta

## Doppiatrici italiane
Nelle versioni in italiano delle opere in cui ha recitato, Tatum O'Neal è stata doppiata da:
- Riccardo Rossi in Paper Moon - Luna di carta
- Stefanella Marrama in Basquiat
- Antonella Giannini in Rescue Me
- Cristina Giolitti in Law & Order: Criminal Intent
- Donatella Fanfani in Cheerleader Scandal
- Roberta Greganti in Criminal Minds